# Anarchisme épistémologique
 (octobre 2019).
Si vous disposez d'ouvrages ou d'articles de référence ou si vous connaissez des sites web de qualité traitant du thème abordé ici, merci de compléter l'article en donnant les références utiles à sa vérifiabilité et en les liant à la section « Notes et références ».
L'anarchisme épistémologique présente deux aspects. C'est en premier lieu une théorie épistémologique proposant une description et une explication de l'évolution des sciences et de la connaissance. Cette théorie est fondée sur l'idée que la science progresse essentiellement grâce à des phases de désordres, d'anarchie et non sur les bases d'une progression méthodique et ordonnée. C'est également une philosophie politique qui s'inscrit dans le cadre de la pensée anarchiste, et qui, en suivant un principe minimaliste : « anything goes » (« tout est bon »), assigne à la pensée un espace de liberté qui se veut le plus vaste possible.
Les thèses de l'anarchisme épistémologique sont à rattacher aux travaux de Paul Feyerabend (1924-1994), épistémologue autrichien qui publie en 1975 un ouvrage fondateur : Contre la méthode. Esquisse d'une théorie anarchiste de la connaissance. Certaines des idées qu'il défend sont cependant plus anciennes, puisqu'on peut faire remonter leurs origines à des controverses qui ont accompagné la naissance de la philosophie grecque. 
Jusqu'à une période récente, l'anarchisme épistémologique était surtout connu des épistémologues, mais l'intérêt toujours croissant porté à l'épistémologie par des penseurs issus de disciplines très différentes (physique, sociologie), tend à le populariser, si bien qu'aujourd'hui il occupe une place non négligeable dans le monde scientifique. Sa place dans le domaine politique est en revanche, aujourd'hui encore, considérée comme secondaire.

## L'anarchisme épistémologique: rupture et continuité avec l'anarchisme politique
L'anarchisme, dans son sens courant, politique, postule que l'ordre n'est possible que sans le pouvoir, position que Proudhon appuie, mais qui peut différer suivant les autres conceptions de l'anarchisme, telle l'approche individualiste de Stirner, critiqué entre autres pour son utilisation de concepts sociologiques abstraits comme « la Société », la scientificité de cette discipline étant remise en question par les milieux anarchistes. L'anarchisme épistémologique de Feyerabend critique cette position qui, selon lui, accorde une confiance aveugle à la science et à la raison naturelle de l'homme.
« L'anarchisme s'oppose à l'ordre existant, il s'efforce de détruire cet ordre ou de lui échapper. Les anarchistes politiques s'opposent aux institutions politiques, les anarchistes religieux peuvent s'opposer à la nature tout entière, ils peuvent la considérer comme un domaine inférieur de l'être, et ils peuvent vouloir éliminer son influence sur leurs vies. Ces deux types d'anarchistes ont des opinions dogmatiques sur ce qui est vrai, ce qui est bon, et ce qui a de la valeur pour l'homme. Par exemple, l'anarchisme politique postérieur aux Lumières croit en la science et à la raison naturelle de l'homme. Enlevons toutes les barrières, et la raison naturelle trouvera la juste voie. Éliminons les méthodes d'éducation, et l'homme s'éduquera lui-même. Éliminons les institutions politiques, et il formera des associations qui exprimeront ses tendances naturelles et pourront alors devenir part d'une vie harmonieuse (non-aliénée). […] Déplaisante par son image, suspecte dans ses résultats, la science a cessé d'être une alliée de l'anarchiste. Elle est devenue un problème. L'anarchisme épistémologique résout ce problème en éliminant les éléments dogmatiques des formes antérieures de l'anarchisme. ».

## Théorie épistémologique de Paul Feyerabend

### Critique de la réfutabilité
La théorie épistémologique de Paul Feyerabend s'inscrit dans une opposition méthodique et obstinée à la théorie de la réfutabilité de Karl Popper (également appelée parfois falsificationnisme). Paul Feyerabend est suffisamment clair là-dessus, et les critiques qu'il adresse à Karl Popper (qu'il a par ailleurs fréquenté), ou à d'autres scientifiques, sont parfois assez directes.
 
Mais contrairement à une idée répandue, l'anarchisme épistémologique ne rejette pas nécessairement la méthode de la réfutabilité. La critique de Paul Feyerabend concerne en fait : 
- Le monopole qu'elle a acquis dans le domaine scientifique et sa prétention à se poser comme la meilleure méthode qui soit. Paul Feyerabend critique donc l'aspect réducteur de la théorie de la réfutabilité et défend le pluralisme méthodologique. Il existe selon lui une très grande variété de méthodes différentes adaptées à des contextes scientifiques et sociaux toujours différents.
- Il critique la place que la théorie de la réfutabilité accorde à la science, en en faisant l'unique source de savoir légitime et le fondement d'une connaissance universelle qui dépasse les clivages culturels et communautaires.
- Il critique son manque de pertinence pour décrire correctement la réalité du monde scientifique et des évolutions des discours et pratiques scientifiques.

Cette dernière critique porte sur divers points qu'on peut regrouper en deux grands ensembles :
- Pour Paul Feyerabend, l'erreur de Karl Popper est d'avoir ignoré ou sous-estimé les liens étroits qui existent entre les sphères politiques et sociales et la sphère du savoir scientifique. Dès lors, partant ainsi d'une image tronquée et simpliste du scientifique et de son environnement institutionnel, le poppérisme débouche sur un modèle abstrait qui ne correspond que de très loin à la réalité, et qui ignore l'importance de la diversité des pratiques scientifiques, le rôle de la communication du savoir, et de la sensibilité artistique et émotionnelle dans l'élaboration du savoir scientifique.
- Paul Feyerabend affirme que la théorie évolutionniste développée par Karl Popper ne décrit pas et n'explique pas correctement les changements qui se produisent dans le discours scientifique, l'accumulation des théories étant très loin de suivre le schéma évolutionniste poppérien. Pour le démontrer, Paul Feyerabend développe trois grandes familles d'arguments.
  - La science n'évolue pas suivant un schéma de progression linéaire et cohérent dans lequel une théorie plus performante en remplace une autre moins performante, mais en fonction de longues ou brèves phases de désordres, qui rompent avec la rigidité institutionnelle et qui instaurent un état d'anarchie où les fondements traditionnels d'une ou plusieurs disciplines sont remis en cause, et où des théories dominantes sur le plan institutionnel laissent place à une prolifération de théories variées, qui se juxtaposent, s'allient, collaborent ou entrent en conflit.
  - Durant les phases de désordres ou d'accalmie, des théories fausses peuvent être acceptées, des théories non prouvées également, et de même des théories non réfutables (par exemple la théorie des cordes). De plus, les changements de théories sont loin de se plier à un schéma de réfutation « binaire ». Une théorie qui ne correspond pas aux faits peut être conservée pour diverses raisons, et la réfutation de certaines propositions au sein de la théorie n'implique pas nécessairement le rejet de la théorie dans son ensemble. Par exemple, les scientifiques peuvent s'accrocher à des théories périmées, quitte à plier les faits pour les conserver. Sur ce point, Paul Feyerabend se démarque des idées de Thomas Samuel Kuhn selon lesquelles il y aurait incompatibilité des paradigmes entre eux. Pour lui, il existe des cadres d'interprétation naturelle, sorte de filtres qui nous permettent d'appréhender notre environnement, sur lesquels se construisent les théories, et qui sont transmis par la tradition. Les propositions scientifiques ne trouvent alors leur pleine portée explicative qu'à l'intérieur de ces cadres. Toutefois, des propositions, des concepts peuvent migrer d'un cadre à un autre ce qui implique que les frontières entre les différents cadres d'interprétation naturelle sont relativement poreuses et mouvantes. Il n'y a pas d'incompatibilité stricte, mais plutôt une accumulation plus ou moins maîtrisée des concepts et des propositions sur des cadres d'interprétations.
  - D'anciennes théories peuvent être remises au goût du jour, des théories récentes peuvent être rejetées au profit d'anciennes, et généralement, plusieurs théories sont présentes simultanément (des scientifiques continuent à croire à des théories jugées fausses par la majorité des chercheurs). Il est donc impossible d'établir un lien définitif et systématique entre la progression chronologique des théories et leur portée explicative.

### Défense d'une science anarchiste
La conclusion que tire Paul Feyerabend de sa critique de la théorie de la réfutabilité, c'est que l'adhésion aux théories scientifiques dépend pour une part importante des rapports complexes qu'entretiennent les scientifiques entre eux. Et il faut remarquer qu'en réinscrivant la pensée scientifique dans son environnement social et communicatif, il relativise inévitablement la supériorité et le prestige de la science occidentale. Ce n'est guère surprenant, car l'objectif que poursuit en arrière-plan Paul Feyerabend est de dégager la science des présupposés universalistes qui pourraient la scléroser.
Toutefois, son épistémologie n'est à aucun moment un abandon de l'esprit scientifique. Bien au contraire. Il semble plutôt que le pendant de la dénonciation d'une science toute puissante soit l'apologie d'une science modeste et alternative ; une science ouverte, libre et tolérante, qui ne tente pas de dominer les autres formes de pensée en s'imposant par de fausses évidences ; une science fondée sur la libre adhésion aux idées et aux méthodes ; une science peu hiérarchisée ; ou même, une science en tant qu'art.
Au bout du compte, Paul Feyerabend défend donc bel et bien une science anarchiste. En effet, la volonté qui anime les scientifiques de faire connaître leurs idées et de les imposer parfois envers et contre tout (la concurrence scientifique), les moyens qu'ils se donnent ou qui leur sont donnés en termes de « propagande » scientifique, leur capacité à remettre systématiquement en cause des théories qui semblent acquises, et plus simplement, la perfection du système nerveux humain, suffisent à assurer une relative cohérence et une dynamique adaptative à la pensée scientifique. Nul besoin donc d'une méthode unique et coercitive qui dominerait les institutions scientifiques pour assurer la richesse et la perfectibilité de la science. L'Ordre scientifique peut fort bien exister sans le Pouvoir.
Mais Paul Feyerabend va même plus loin. Il affirme en effet que sans ces phases de désordres et d'anarchie qui ponctuent l'évolution des sciences, sans cette diversité de la pensée, sans cette indétermination des objectifs et des méthodes propres à la science, une telle dynamique serait probablement impossible. En somme, si la science devait se plier à la réfutabilité, cela signerait son arrêt de mort. Car elle deviendrait alors incapable de progresser dans des directions qu'il nous est aujourd'hui impossible d'anticiper.

## Implications politiques de l'anarchisme épistémologique
Concentrons-nous maintenant sur l'aspect normatif de la pensée de Paul Feyerabend. À première vue, elle semble n'avoir rien en commun avec une philosophie politique. En fait, ce serait une erreur de le croire, car elle a des implications politiques très importantes ; surtout si le problème politique est envisagé dans une optique constructiviste, comme le font par exemple Peter Berger, Thomas Luckmann ou Pierre Bourdieu, ou encore dans une perspective relativiste. Mais comment l'anarchisme épistémologique s'y prend-il pour rattacher la sphère de la connaissance à la sphère politique ?

### La connaissance comme problème politique
On peut d'abord remarquer que les conflits idéologiques, et parfois scientifiques, sont sous-jacents à n'importe quel choix politique. Réciproquement, derrière des choix scientifiques, derrière des enjeux scientifiques, se cachent généralement des conflits politiques, ou même des conflits entre groupes sociaux (bataille entre laboratoires, enjeux autour de la définition d'une discipline, problèmes éthiques, etc.) La neutralité politique de la science est donc toute relative. D'autre part, sur un plan strictement politique, l'anarchisme épistémologique défend la liberté de pensée et la liberté d'expression. Il n'est donc pas très éloigné de certaines positions libérales classiques, comme celle de Montesquieu. 
Mais il ne s'en tient pas là, puisqu'il rejette également différents types de pouvoir politique : 
- les formes de pouvoir qui se légitiment par la constitution et la détention d'un savoir monopolistique (le pouvoir de l'expert qui exclut l'avis du profane). Il critique d'une manière générale la hiérarchie sociale fondée sur la hiérarchie intellectuelle (l'exemple type étant le saint-simonisme) ;
- les situations de monopole : lorsqu'une idéologie, une méthode monopolise une activité (par exemple : la supériorité de la médecine scientifique sur la médecine traditionnelle, le monopole de la méthodologie poppérienne). Il défend au contraire le pluralisme idéologique ;
- les différentes formes d'autoritarisme idéologique ou intellectuel qui sont institutionnalisés (celui de l'église, celui de la science, celui des dictatures, celui des partis politiques, etc.) ;
- la transmission du savoir qui se fait de manière coercitive (imposition de point de vue, répression, censure, contrôle des moyens d'édition, directives de recherches, école obligatoire, etc.) ;
- enfin il s'oppose à une hiérarchie des définitions de la réalité. Chaque groupe social, chaque individu, pouvant la définir à sa manière, aucune ne pouvant être considérée objectivement comme « meilleure qu'une autre. » Il est donc en contradiction avec les thèses objectivistes. Plus généralement, il s'oppose à la hiérarchisation intellectuelle (hiérarchisation des idées).

Il défend donc l'individu, et surtout la libre pensée individuelle, contre les monopoles idéologiques qui accompagnent les régimes politiques autoritaires (une seule ligne de pensée, un seul État). L'anarchisme épistémologique constitue dès lors une philosophie politique dans le plein sens du terme. Il défend une conception politique du savoir (la transmission et la détention de la connaissance sont des enjeux politiques) et il défend une conception épistémologique du politique (la politique est toujours liée à des problèmes de partage, de construction et de diffusion des connaissances et des idéologies).

### Anarchiste épistémologique et anarchiste politique
Force est toutefois de constater que l'anarchisme épistémologique n'a qu'une popularité très restreinte au sein de l'anarchisme politique, on peut y voir plusieurs raisons :
- Une des premières raisons qui est évidente est que c'est un mouvement très récent. Mais d'autres raisons peuvent être mentionnées.
- Tout d'abord, c'est un mouvement très peu actif sur le plan politique. Mais peut-il vraiment le devenir ? C'est très peu probable dans la mesure où il ne peut prétendre occuper une place aussi centrale que celle des philosophies anarchistes classiques. En effet, les propositions défendues par l'anarchisme épistémologique étant amenées à être éventuellement contestées, critiquées et rejetées par ceux-là mêmes qui s'en réclament, il serait illusoire d'attendre à ce qu'il dresse une liste de positions théoriques suffisamment cohérentes, stables et robustes, pour concurrencer des pensées comme celles de Max Stirner ou de Pierre Joseph Proudhon – qui s'inscrivent davantage dans des certitudes que dans des doutes.
- L'anarchisme épistémologique ne se confond pas avec l'anarchisme politique c'est que selon Paul Feyerabend, l'anarchiste politique va contre la liberté. Il veut éliminer une « forme de vie » pour lui substituer un modèle d'organisation sociale conforme à ses désirs. Tel n'est pas le cas pour l'anarchiste épistémologique qui, n'ayant pas de loyauté durable ou d'aversion durable envers quelque institution ou quelque idéologie que ce soit, peut vouloir les défendre ou les supprimer. À la différence de l'anarchiste politique, l'anarchiste épistémologique est versatile. Il n'a pas nécessairement de certitudes politiques, et s'il en a, il peut en changer du jour au lendemain.

S’il paraît toutefois intéressant de confronter anarchisme épistémologique et anarchisme politique, c'est qu'on voit bien comment le premier peut constituer un garde-fou contre certains excès du second. Il souligne en fait deux faiblesses de l'anarchisme politique. 
- On reproche souvent aux anarchistes politiques de se référer davantage à des doctrines abstraites qu'à des faits concrets, et d'adhérer en bloc à ces doctrines. La liberté individuelle devient alors assujettie à un idéal collectif, dicté par des penseurs (souvent universitaires) qui s'évertuent à imaginer une société meilleure et plus rationnelle. Cette configuration crée deux problèmes. D'une part, elle programme la société en fonction d'un objectif jugé universel. D'autre part, et on voit comment les deux problèmes sont liés, elle crée forcément une hiérarchisation intellectuelle, puisque les idées des grands penseurs sont censées être les meilleures, et une hiérarchie sociale qui est fondée, entre autres, sur la maîtrise et la connaissance des textes fondateurs.
- Dans les organisations anarchistes politiques, comme dans tout mouvement politique, la liberté individuelle peut être la proie de l'intolérance du groupe. L'individu est contraint d'adhérer à une ligne de pensée directrice [3].

L'anarchisme épistémologique s'institue alors contre cette domination politique, puisqu'il dénie dans ses fondements mêmes (c’est-à-dire dans ses fondements idéologiques), l'autorité de tout pouvoir intellectuel ou politique.
Avec l'anarchisme épistémologique, apparaît donc une nouvelle forme de contestation. Ce n'est plus seulement l'individu contre l'État, mais c'est l'individu contre le Dogme. L'individu contre la dictature de la pensée unique et du savoir homogène. L'individu qui se dresse contre le pouvoir intellectuel. Cette nouvelle contestation, c'est donc : l'individu contre l'Idéologie. Cette conception apparaît également avec Max Stirner, un des fondateurs de l'anarchisme, dans son ouvrage L'Unique et sa propriété, qui utilise l'approche égoïste, c'est-à-dire centrée sur l'individu, pour réfuter tout dogme.

## Une conception de l'Homme: l'anarchiste épistémologique
Tout au long de sa carrière, Paul Feyerabend a adopté des positions très variables. Ceci montre bien qu'il refusait les prises de position dogmatiques, ainsi que la soumission à certaines normes qui structurent les milieux intellectuels — celle, par exemple, qui veut qu'un chercheur ou un penseur conserve des positions identiques à propos d'un même sujet. D'une certaine manière, il agissait en cela en conformité avec ses idées.

### L'anarchiste épistémologique est un opportuniste
« Galilée l’emporte grâce à son style, à la subtilité de son art de persuasion, il l’emporte parce qu’il écrit en italien et non en latin... »

— Paul Feyerabend
Pour Paul Feyerabend, un anarchiste épistémologique peut très bien avoir des objectifs stables ou changeants, et il est, en tant qu'individu libre, le seul qui soit à même de le décider. Aucune institution, aucune doctrine, aucune idéologie qu'elle soit politique, religieuse ou scientifique, ne peut lui imposer une marche à suivre. De plus, une fois qu'il s'est choisi un but, un anarchiste épistémologique n'acceptera pas qu'on le force à adopter telle ou telle méthode pour l'atteindre. Il pourra tenter de le faire grâce à sa raison, ou bien grâce à son émotion. Et il n'y a pas de conceptions suffisamment absurdes ou immorales qu'il ne devrait prendre en compte. Car aucune méthode ne devrait être obligatoire, et aucune ne peut a priori être universellement rejetée. En fait, s'il se peut qu'il s'oppose aux normes universelles, aux lois universelles, aux idées universelles qu'on cherche à lui imposer – comme la vérité, la justice, l'honnêteté, et la raison – ainsi qu'aux comportements qu'elles engendrent, il se peut tout aussi bien qu'il agisse comme s'il croyait que de tels universaux existaient. Et il peut alors le faire violemment ou bien pacifiquement.
Il reste qu'une fois qu'il a énoncé sa doctrine, l'anarchiste épistémologique peut vouloir la diffuser (même s'il peut tout aussi bien la garder pour lui-même). Ses méthodes de vente dépendent alors de son bon vouloir, et des liens qu'il entretient avec le « public ». Il le fera en prenant appui sur des réseaux, des institutions, ou pourquoi pas, en solitaire. Il n'y a donc pas de contraintes ou de méthodes universelles à cet égard.
L'anarchiste épistémologique est donc bien un opportuniste. On peut dire d'une certaine manière, qu'il incarne une forme d'individualisme exacerbé puisqu'il tente de se dégager de toute entrave sociale, morale, rationnelle et humaniste. Il peut être irrationnel comme il peut être rationnel. Réactif à son environnement (ou non), il adapte (ou non) ses envies et ses agissements en fonction de ses désirs et de la nature de ses interlocuteurs. Les limites qu'il se fixe sont toujours des limites qu'il peut soupeser, réévaluer et pourquoi pas, si le besoin s'en fait sentir, rejeter.

### Anarchiste épistémologique et dadaïste
Cette vision radicale du savoir, qui ne peut finalement qu'être relatif, cette conception libertaire de l'homme de science qui le porte, et qui par son attitude intéressée ou altruiste, rationnelle ou irrationnelle, est conduit à créer une science qui le dépasse et qu'il ne peut enserrer dans des règles, des méthodes ou des institutions durables, rapprochent, selon Paul Feyerabend, l'anarchiste épistémologique et le dadaïste.
Tous les deux ont en effet en commun de n'avoir aucun programme, et même de lutter contre tout programme qu'on tenterait de leur imposer. Ils peuvent être les défenseurs acharnés de l'immobilisme, ou bien de ses adversaires. L'anarchiste épistémologique est à la fois conservateur et novateur. Pareillement, alors qu'un dadaïste est un anti-dadaïste, Feyerabend dira quant à lui, après avoir défendu le relativisme dans son ouvrage Adieu la raison, sa distance vis-à-vis du relativisme, en affirmant qu'il est avant tout un anti-anti-relativiste...
Une différence notable toutefois entre les deux conceptions : du fait de son caractère profondément opportuniste, l'anarchiste épistémologique n'hésite pas à s'inscrire dans un environnement concurrentiel. Comme nous l'avons vu, il peut diffuser ses idées tel un homme d'affaires, ou au contraire, les garder pour lui à la manière d'un artiste maudit ! Il n'est pas plus opposé à la concurrence des idées, qu'à la coopération intellectuelle. Le dadaïste en revanche, au moins historiquement, tend à nier, ou à passer sous silence, cette relation concurrentielle qui existe entre les artistes. En effet, le dadaïste, et plus généralement l'artiste contemporain, occupent une position ambiguë vis-à-vis de l'institution artistique : ils sont à la fois critiques à son égard, mais en même temps tributaires de celle-ci. L'anarchiste épistémologique, au contraire, peut utiliser les institutions, mais il peut également les ignorer royalement, les vilipender, fonder des institutions parallèles, écouter avec attention et sérieux les paroles d'un fou... ! De plus, il ne se limite pas à l'activité artistique, car son champ d'action est la connaissance, et par conséquent, il peut s'engager subitement dans une activité quelconque et remettre en cause ses fondements sans rien y connaître.
Dans sa version extrême, l'anarchiste épistémologique n'adhère aux idées, et aux façons de produire et de diffuser les idées qu'en fonction de sa volonté ; il n'est plus dépendant et soumis à l'institution, il utilise l'institution, il renverse le rapport de force à son avantage. Et, comme le suggère Feyerabend, cet individualisme bien compris n'a rien de répréhensible. Puisque, lorsqu'il est généralisé, il ne conduit pas l'organisation du savoir vers un état d'anomie. Au contraire, il conduit le savoir vers un ordre spontané, du fait d'un jeu complexe de sélections et d'erreurs, de la « diversité génétique » du savoir, et de l'adaptabilité et de la richesse de la communication humaine. La liberté épistémique conduit donc la société, malgré les apparences, vers une variété et une perfectibilité toujours croissante de ses connaissances. Qui plus est, elle la conduit, et c'est ce qui est encore plus inattendu, vers une liberté politique toujours plus étendue. Ainsi, la libération de la société passe avant toute chose par la libération du savoir, et la science ne peut réellement servir la société et progresser, que si elle est organisée librement.

## Critiques de l'anarchisme épistémologique
Les critiques contre l'anarchisme épistémologique sont très nombreuses. Il est difficile de toutes les mentionner car la plupart d'entre elles sont transversales, elles englobent simultanément différentes problématiques épistémologiques classiques. 
Par exemple, l'anarchisme épistémologique pose clairement le problème de l'inscription sociale et politique de la pensée scientifique. La pensée scientifique est-elle composée d'énoncés ayant une validité universelle, indépendante de la société dans laquelle ils sont produits ? Certains auteurs penchent pour une prise de position internaliste (les énoncés sont vrais indépendamment des déterminants sociaux) qui tranche avec la prise de position des anarchistes épistémologiques, davantage externaliste. 
Autre point, Karl Popper a accusé l'anarchisme épistémologique, s’il était appliqué, de conduire in fine la science vers un simple rapport de force : le plus fort a raison, le plus faible acquiesce. Cette critique semble toutefois passer sous silence le fait que ce rapport de force est justement de mise aujourd'hui dans le monde de la recherche, même dans des secteurs où la méthodologie poppérienne est a priori dominante[réf. nécessaire].  Le pouvoir s'exerce préférentiellement avec les outils du contrôle des moyens d'édition et de l'occupation des postes institutionnels stratégiques. 
D'une manière générale, les critiques adressées à l'anarchisme épistémologique rejoignent des problématiques et des débats très anciens, comme ceux par exemple, qui opposaient dans la Grèce antique, l'école des sophistes avec Gorgias et Protagoras, les ancêtres du relativisme contemporain, et l'école des philosophes avec Platon et Aristote. Pour les premiers, la pensée est à inscrire impérativement dans le jeu communicatif et dans le contexte de la vie de la cité, pour les seconds, la pensée peut atteindre des universaux, elle peut prétendre à s'extraire de la réalité sociale et politique. 
Une telle problématique débouche naturellement sur des questions très générales : quel est le rapport entre la pensée et la réalité (réalisme ou anti-réalisme) ? Quel est le rapport entre les différents points de vue individuels (solipsisme, intersubjectivité, universalisme, etc.) ? Existe-t-il un point de vue universel ? Ce point de vue universel, qui serait le meilleur, devrait-il guider l'action humaine ? Faut-il qu'il y ait efficience dans l'action ? Tout le monde peut-il apporter son point de vue sur des sujets complexes (aujourd'hui, les OGM, le nucléaire, le chômage...) ? 
Ces problèmes, déjà présents dans la Grèce Antique, ressurgissent aujourd'hui avec force. Et le mérite de Feyerabend est peut-être d'avoir montré qu'aucune réponse simple ne pouvait leur être apportée. Ce qui constitue déjà en soi-même, dirait un anarchiste épistémologique, une réponse.

## Ressources sur l'anarchisme épistémologique

### Citations
- « Ma thèse est que l'anarchisme contribue au progrès, quel que soit le sens qu'on lui donne », Paul Feyerabend.
- « Toutes les méthodologies ont leurs limites, et la seule "règle" qui survit, c'est "tout est bon" », Paul Feyerabend.
- « L'idée que la science peut, et doit, être organisée selon des règles fixes et universelles est à la fois utopique et pernicieuse. Elle est utopique, car elle implique une conception trop simple des aptitudes de l'homme et des circonstances qui encouragent, ou causent, leur développement. Et elle est pernicieuse en ce que la tentative d'imposer de telles règles ne peut manquer de n'augmenter nos qualifications professionnelles qu'aux dépens de notre humanité. En outre, une telle idée est préjudiciable à la science, car elle néglige les conditions physiques et historiques complexes qui influencent en réalité le changement scientifique. Elle rend notre science moins facilement adaptable et plus dogmatique : chaque règle méthodologique étant associée à des hypothèses cosmologiques, l'usage de l'une nous fait considérer la justesse des autres comme allant de soi. Le falsificationnisme naïf tient ainsi pour acquis que les lois de la nature sont manifestes, et non pas cachées sous des variations d'une ampleur considérable ; l'empirisme considère que l'expérience des sens est un miroir du monde plus fidèle que la pensée pure ; le rationalisme, enfin, assure que les artifices de la raison sont plus convaincants que le libre jeu des émotions (...) », Paul Feyerabend.
- « La science est beaucoup plus proche du mythe qu'une philosophie scientifique n'est prête à l'admettre. C'est une des nombreuses formes de pensée qui ont été développées par l'homme, mais pas forcément la meilleure (...) », Paul Feyerabend.